# Life Is Hot in Cracktown
Life Is Hot in Cracktown to amerykański dramat filmowy w reżyserii Buddy'ego Giovinazzo. Premiera filmu odbyła się w 2009 roku.
Film oparty jest na zbiorze nowel reżysera, opowiadających historie ludzi walczących z uzależnieniem od kokainy. Miejscem akcji jest dzielnica opanowana przez narkomanów.

## Obsada
- Brandon Routh – Sizemore, mężczyzna uzależniony od narkotyków.
- Shannyn Sossamon – Concetta, kobieta, która staje w obliczu wyzwań związanych z ciężką chorobą dziecka i wspieraniem męża
- Victor Rasuk − Manny, mąż Concetty prowadzący biznes narkotykowy
- Kerry Washington – Marybeth, transgenderyczna prostytutka
- Desmond Harrington – Benny, złodziej i mąż Marybeth
- Mark Webber − transwestyta i męska prostytutka
- Lara Flynn Boyle – Betty McBain, okrutna i nieczuła prostytutka
- Thomas Ian Nicholas – Chad Wesley, policjant-rekrut
- RZA – Samy, diler narkotykowy
- Tony Plana − alkoholik
- Vondie Curtis-Hall − policjantka patrolująca ulice
- Illeana Douglas − Mommy
- Carly Pope – Stacy
- Katija Pevec – Becky
- Edoardo Ballerini − Chas
- Mayte Garcia − Murietta
- Elena Franklin − Melody Amber
- Shawn McGill − Tiny Pinto
- Michael Rapaport